# Newton Ground (St. Kitts und Nevis)
Newton Ground (auch: Lees, Leigh’s Village) ist ein Ort im Parish Saint Paul Capisterre im Norden der Insel Saint Kitts im karibischen Inselstaat Saint Kitts und Nevis.

## Geographie
Der Ort liegt ein wenig landeinwärts, nördlich von Sandy Point Town an der Straße nach Saint Paul’s und Dieppe Bay Town. Die Landschaft wird bestimmt von ausgedehnten Zuckerrohrfeldern. Zusammen mit St. Paul’s, Dieppe Bay Town und Parsons Ground wird hier das La festival de Capisterre gefeiert.
Im Ort gibt es gleich zwei Pfingstkirchen.